# Vân Nham Đàm Thịnh
Vân Nham Đàm Thịnh (zh. yúnyán tánshèng 雲巖曇晟, ja. ungan donjō, 781-841) là Thiền sư Trung Quốc, đắc pháp nơi thiền sư Dược Sơn Duy Nghiễm. Thiền sư Động Sơn Lương Giới là môn đệ giỏi nhất của Sư, người khai sáng tông Tào Động.

## Cơ duyên
Sư họ Vương, người Chung Lăng, Kiến Xương. Từ thuở thiếu niên sư đã xuất gia ở Thạch Môn.
Sư đến tham học nơi Thiền sư Bách Trượng Hoài Hải, tuy chưa ngộ huyền chỉ, nhưng vẫn thị giả bên Hoải Hải 20 năm.
Sau khi Bách Trượng thị tịch, sư đến tham yết Dược Sơn, ngay lời nói là khế hợp. Dược Sơn hỏi:
"Từ đâu đến?"
Sư thưa: "Từ Bách Trượng đến"
Dược Sơn hỏi: "Bách Trượng có ngôn cú gì dạy đồ chúng?"
Sư thưa: "Bình thường ngài nói ‘Ta có một câu đầy đủ trăm vị.’"
Dược Sơn bảo: "Mặn là vị mặn, lạt là vị lạt, chẳng mặn chẳng lạt là vị bình thường, thế nào là một câu đầy đủ trăm vị?"
Sư không đáp được. Dược Sơn hỏi tiếp: "Sinh tử trước mắt làm sao tránh?".
Sư thưa: "Trước mắt không sinh tử."
Dược Sơn hỏi: "Ở Bách Trượng bao nhiêu lâu?"
Sư thưa: "Hai mươi năm". Dược Sơn bảo: "Hai mươi năm nơi Bách Trượng mà tập khí trần tục vẫn chẳng trừ."
Ngày khác – nhân lúc sư đứng hầu – Dược Sơn hỏi: "Bách Trượng lại nói pháp gì?"
Sư trình: "Có khi thượng đường, đại chúng nhóm họp xong, ngài lấy gậy đuổi tan, rồi gọi đại chúng. Đại chúng xoay đầu nhìn lại thì ngài hỏi: ‘Là cái gì?’"
Dược Sơn bảo: "Sao chẳng sớm nói như thế! Ngày nay do ngươi mà ta được thấy Hải huynh."
Sư nghe câu này triệt ngộ.
Ngày 26 tháng 10 năm đầu niên hiệu Hội Xương đời Đường, sư có chút bệnh, tắm gội xong gọi Tri sự vào bảo: "Sắm sửa trai, ngày mai có Thượng toạ đi". Tối hôm 27, sư viên tịch, thọ 60 tuổi. Chúng đệ tử làm lễ trà-tỳ thu được hơn 1.000 viên xá lợi rồi cung thỉnh đem nhập tháp đá. Vua sắc thụy là Vô Trụ Đại Sư, tháp hiệu Tịnh Thắng.

## Pháp ngữ
Sư hỏi tăng: "Từ đâu lại?" Tăng đáp: "Từ chỗ nói chuyện với đá lại". Sư hỏi: "Đá có gật đầu không vậy?". Tăng không lời đối đáp, sư nói: "Lúc chưa hỏi là đã gật đầu".
Sư hỏi ni cô (Nguyên văn ‘ni chúng’, không có nghĩa là chúng ni cô mà chỉ là một người trong ni chúng): "Cha cô còn sống không?" Ni đáp: "Thưa còn". Sư hỏi: "Tuổi tác bao nhiêu?" Ni đáp: "Tuổi đã 80". Sư nói: "Cô còn một người cha tuổi không phải 80, có biết không?" Ni cô nói: "Há cũng giống như cha con đến chăng?" Sư đáp: "Dạng như cha cô đến cũng chỉ là hàng con cháu thôi". Động Sơn về sau nghe được nói: "Dù cho không phải dạng ấy đến cũng là hàng con cháu".
Tăng hỏi: "Một niệm vừa dấy lên là đã rơi vào ma giới thì thế nào?". Sư nói: "Ông nhân cái gì mà từ Phật giới đến?". Tăng không lời đối đáp. Sư hỏi: "Lãnh hội không?". Tăng đáp: "Không lãnh hội". Sư nói: "Đừng nói thể thủ không được, dù cho thể thủ được đi nữa, cũng chỉ là bên phải, bên trái".